# Гробник (Слунь)
45°14′ пн. ш. 15°37′ сх. д. / 45.23° пн. ш. 15.62° сх. д.
Гробник (хорв. Grobnik) — населений пункт у Хорватії, у Карловацькій жупанії у складі міста Слунь.

## Населення
Населення за даними перепису 2011 року становило 20 осіб.
Динаміка чисельності населення поселення: